# Bella Union Records
Bella Union Records è un'etichetta discografica indipendente inglese fondata nel 1997 da Simon Raymonde e Robin Guthrie.

## Storia
Dopo aver pubblicato per la maggior parte della loro carriera con la 4AD, il gruppo musicale Cocteau Twins ha deciso di pubblicare lavori in maniera indipendente attraverso una propria etichetta discografica. Così, nel 1997, il chitarrista e fondatore del gruppo Robin Guthrie ed il bassista Simon Raymonde fondano la Bella Union.
Uno dei primi gruppi ad essere sotto contratto con l'etichetta è stato il trio australiano Dirty Three. Altri ingaggi iniziali sono stati quelli di Françoiz Breut e The Czars.
Dal 2000 al 2006 l'etichetta ha messo sotto contratto numerose band di diversa estrazione musicale, tra cui Explosions in the Sky e Howling Bells.
Nel 2007 è stato celebrato il decimo anniversario dell'etichetta attraverso un concerto alla Royal Festival Hall. Nel periodo 2008-2009 la label ha pubblicato i lavori dei Fleet Foxes, che hanno avuto un notevole riscontro commerciale.
Nel 2010 l'etichetta ha vinto il premio "Independent Record Company of the Year" ai Music Week Awards.

## Artisti
- Aerial
- Abe Vigoda
- Al Brooker
- Alessi's Ark
- Andrew Bird
- Art of Fighting
- The Autumns
- Beach House
- BC Camplight
- Bikini Atoll
- Bonnevill
- Cashier No.9
- Chimes and Bells
- Concrete Knives
- The Czars
- The Dears
- Decoder Ring
- Department of Eagles
- Departure Lounge
- Devics
- Dirty Three
- Dustin O'Halloran
- Explosions in the Sky
- Ezra Furman
- Faraway Places
- Fionn Regan
- Flaming Lips
- Fleet Foxes
- Françoiz Breut
- Garlic
- Gwei-Lo
- Hannah Cohen
- Howling Bells
- I Break Horses
- The Kissaway Trail
- Jack Dangers
- Jetscreamer
- John Grant
- Jonathan Wilson
- Josh Martinez
- Josh T. Pearson
- J. Tillman
- Kid Loco

- Lanterns on the Lake
- Laura Veirs
- Lawrence Arabia
- Lift to Experience
- Lisa Dewey
- Lone Wolf
- The Low Anthem
- Mandarin
- Mazarin
- Midlake
- Mountain Man
- M. Ward
- My Latest Novel
- Nanaco
- Ohbijou
- Our Broken Garden
- Peter Broderick
- Peter von Poehl
- Philip Selway
- Poor Moon
- Robert Gomez
- Rothko
- Russell Mills/Undark
- Simon Raymonde
- Sing-Sing
- Sleeping States
- Sneakster
- Snowbird
- Stephanie Dosen
- Susanne Sundfør
- Van Dyke Parks
- The Venue
- Treefight for Sunlight
- Trespassers William
- Veronica Falls
- Vetiver
- The Walkmen
- Thousands
- Zun Zun Egui